# Bluenose Lake
Der Bluenose Lake ist ein See im äußersten Westen des kanadischen Territoriums Nunavut.

## Lage
Der etwa 430 km² große See liegt in einer Tundralandschaft im äußersten Norden Kanadas. Er besitzt eine Längsausdehnung in Nord-Süd-Richtung von 62 km sowie eine maximale Breite von 13,7 km. Der 557 m hoch gelegene See wird nach Norden hin vom Croker River zum 60 km entfernten Amundsen Gulf entwässert.